# Valeriu Senic
Valeriu Senic (rusă Валерий Борисович Сеник, n. 18 septembrie 1939, Criva, raionul Briceni, Republica Moldova – d. 16 octombrie 2003, Tiraspol, Republica Moldova) a fost un scriitor, lingvist, istoric al literaturii și om politic sovietic moldovean. Valeriu Senic a fost fondatorul și primul președinte al Partidului Socialist din Moldova, deputat în Parlamentul Moldovei din partea acestuia, precum și unul dintre principalii ideologi ai moldovenismului.

## Biografie

### Formare profesională
Senic s-a născut în 1939 în Criva, pe atunci parte a României, în județul Hotin. Tatăl lui Valeriu Senic a fost șef de gară în Criva in perioada interbelica, iar, ulterior, a fost persecutat de sovietici. A absolvit în 1961 Facultatea de Istorie și Filologie din cadrul Universității de Stat din Chișinău, iar în 1973 a obținut doctoratul în filologie de la aceeași facultate. A fost profesor universitar, prodecan (1968) și decan (1968-1973), al Facultății de Pedagogie din cadrul aceleiași universități, iar apoi decan (1975-1981) al Facultății de Filologie. A mai fost redactor-șef al revistei Literatura și Arta (1984-1986).
Valeriu Senic apărea pe celebra listă a lui Șandrovschi ca informator al KGB.
Pe fondul mișcării de eliberare națională din RSS Moldovenească, Senic s-a transferat la Tiraspol, unde a devenit unul dintre fondatorii Universității de Stat din Transnistria.

### Activitate politică și viziuni politice
Valeriu Senic a fost adeptul realismului socialist și al proletcultismului. Senic a criticat poezia lui Grigore Vieru prin termeni precum „scârnav, nătâng, mocofan, siluitor, nerod, necioplit, struțo-cămilă, putregai, mincinos, neghiob, patrihoț, unsuros, bleg”. Senic îi mai reproșa lui Vieru: „Tu, care ai lingușit cățelește fiecare arătare de român pârlit, strigi din toți bojocii despre ideile gudurătoare pe lângă tot ce este cizmă străină”. Senic îl mai critica pe Vieru și pentru că susținea Unirea Republicii Moldova cu România: „Tu, care ai ponosit neamul ca pe unul degradat că nu vrea Unire...”. Senic îi sugera lui Vieru că moldovenismul și românismul sunt două idei incompatibile: „Tu umbli meteleu cu fofârlica unsuroasă a ideii dușmănoase a românismului...”. Senic l-a mai criticat pe Vieru (împreună cu liderul secesioniștilor transnistreni Igor Smirnov) și în 1992, când Academia Română l-a propus pe acesta pentru Premiul Nobel pentru Pace, considerând că din cauza pozițiilor pro-românești ale lui Vieru a început războiul din Transnistria. El a scris în ziarul Dreptatea că "Vieru are pregătit în fiecare sat câte un loc de mormânt".
În 1971, scriitorul Vasile Vasilache publică partea a doua a romanului Povestea cu coccoșul roșu, care este însă dur criticată de Senic și Ion Racul, ca fiind o abatere de la realismul socialist. Drept consecință, Vasilache va fi nevoit să se refugieze în traduceri.
În 1984, Leonida Lari a publicat un Literaturnaia gazeta un articol în care îi critica dur pe Haralambie Corbu, Vasile Stati și Valeriu Senic. Nicolae Romanenco a scris într-o scrisoare că "a îndrăznit să îi catalogheze drept ideologi ai proletcultismului". Drept consecință, Senic a declanșat o campanie de denigrare și distrugere a imaginii poetei. Peste ani de zile, în martie 2011, ONG-ul moldovean Art Platforma va critica asocierea poetei Leonida Lari cu Corneliu Vadim Tudor și cu Partidul România Mare, într-un articol semnat de Dumitru Crudu, făcând o paralelă cu conflictul pe care aceasta l-a avut în trecut cu Senic, pe care l-a catalogat drept omologul sovieto-moldovean al lui Vadim Tudor: 
| “                                         | Preferându-l pe CVT (n. a. - Corneliu Vadim Tudor, poeta a întors armele contra propriei sale persoane și a capitulat ca disidentă, trecând de partea cealaltă a baricadei, fiindcă, la drept vorbind, între CVT și Valeriu Senic nu există nicio diferență. Da, la prima vedere CVT e un mare român, iar Valeriu Senic fusese un om sovietic în carne și oase, dar, în esență, ambii au fost securiști și au slujit cu habotnicie comunismul, indiferent că acesta era românesc sau sovietic. Altfel spus, CVT era un fel de Valeriu Senic de Dâmbovița și nimic mai mult. Alegându-l pe CVT, poeta, de fapt, l-a ales – fără să-și dea seama de asta – pe VS (n. a. - Valeriu Senic, care a hărțuit-o toată viața. Iar în felul acesta, poeta Leonida Lari ilustrează foarte bine teza că prezentul uneori poate să arunce într-un con de umbră trecutul, oricât de glorios ar fi fost acesta. | ” |
| — Dumitru Crudu pe site-ul Art Platforma, | |   |

Emilian Galaicu-Păun l-a descris pe Senic drept "un adevărat Akakii Akakievici al slovei partinice, care-și impregna opusurile cu citatele de ultimă oră decupate din cutare sau cutare directivă/ cuvântare/ hotărâre a forurilor de partid superioare".
Valeriu Senic a contribuit la elaborarea versurilor imnului Transnistriei, dar nu a fost creditat oficial ca autor.
După ce Moldova a devenit independentă, în vara anului 1992, mai mulți foști membri ai Partidului Comunist, conduși de Valeriu Senic, au fondat Partidul Socialist din Moldova (PSM), Senic fiind ales președintele PSM. La alegerile parlamentare din 1994, PSM a făcut o alianță electorală cu Mișcarea Unitate-Edinstvo (MUE). Sub conducerea lui Senic și beneficiind de sprijinul populației rusofone, blocul electoral a ieșit pe locul 2 la alegeri, Senic fiind liderul parlamentar al acestuia.
Ca deputat, Senic a promovat ideologia moldovenistă antiromânească, alături de Artiom Lazarev și Vasile Stati. Aceștia au făcut dezbateri dure și controversate în jurul tezelor principale ale acestei ideologii (sintagmele „popor moldovenesc” și „limba moldovenească”). Seniuc și Stati au fost principalii promotori ai ideii ca în Constituția Republicii Moldova să fie trecută ca limbă oficială limba moldovenească, nu limba română. În 1994 a elaborat un proiect de lege prin care voia să interzică promovarea unionismului și a identității românești în Republica Moldova.
Valeriu Senic a avut un rol esențial în rezolvarea pașnică a conflictului din Găgăuzia, purtând personal negocieri cu liderii separatiști găgăuzi.
Pe 2 septembrie 1996, parlamentarii moldoveni Valeriu Senic, Piotr Șornikov, Vilei Nosov și Vasile Stati au participat la "Aniversarea Independenței Transnistriei". Două zile mai tîrziu, Mircea Snegur a adresat un mesaj speakerului Parlamentului, Petru Lucinschi, în care critica prezența celor patru deputați la Tiraspol, pe care o considera „o sfidare a Constituției“.
La alegerile din 1998, după ce Partidului Comuniștilor i-a fost permisă participarea, alianța PSM-MUE, redenumită în Blocul electoral „Unitatea Socialistă” (BeUS) și condusă tot de Senic, nu a mai trecut pragul electoral, obținând doar 1,83% din voturi. Tot în 1998, a fondat, împreună cu Vasile Stati, Mișcarea pentru Unitatea Mitropoliei Moldovei, care avea drept scop declarat inerzicerea totală a Mitropoliei Basarabiei, deoarece aceasta condtituie un "atac vehement la adresa statalității și independenței Republicii Moldova", dar și "o provocare politică și incită populația la un război civil".
Valeriu Senic a fost autor de manuale de limba moldovenească, folosite în școlile controlate de  separatiștii transnistreni. El a făcut parte din Uniunea Scriitorilor din Transnistria.

### Deces
Valeriu Senic a decedat pe 16 octombrie 2003, în Tiraspol (conform altor surse, la Chișinău). Un jurnalist de la Evenimentul Zilei a zis că, atât moartea subită a lui Senic, cât și cea a lui Andrei Hropotinschi, ar fi suspecte. Lingvistul Nicolae Mătcaș declara în 2010, la 7 ani după decesul lui Senic: „Nu pot înțelege cum niște confrați de-ai mei, cu care respiram același aer, cu care am învățat la aceeași facultate – Vasile Stati sau Valeriu Senic, au putut să-și trădeze limba, neamul. Ei cunoșteau foarte bine limba și literatura română, sunt români în suflet, dar se opun limbii române, din interese meschine, politicianiste.”.

## Citate
„Cât timp la putere sunt forțe politice progresiste, unirea Moldovei cu România nu se va produce. Dacă, prin absurd acest fapt s-ar produce, efectul ar fi dezastruos [...] Republica Moldova a făcut parte, de-a lungul anilor, din statul moldovenesc, de la Ștefan cel Mare încoace, și doar din 1918 până în 1944 din componența României. Moldovenii și românii au aceleași origini și limbă, numai că noi, moldovenii, am avut întotdeauna un stat al nostru, pe când ardelenii, oltenii nu au avut. De ce să susținem teoria românismului unic, când nu este un lucru adevărat ? Noi nu am fost niciodată teritoriu românesc, decât în perioada 1918—1944.”—Valeriu Senic pentru Mediafax, 1994
„Lucrătorii din instituțiile de educație și învățămînt nu au dreptul să utilizeze formularea «limba română» în procesul de instruire a copiilor, deoarece acest lucru contravine Constituției. Cei care nu vor să respecte această condiție trebuie să-și caute alt loc de muncă.”—Valeriu Senic despre "Legea presei" pe care a elaborat-o în 1994. Această poziție a fost susținută și de Petru Gaugaș, ministrul învățămîntului.